# Alexandria flygplats
Alexandria flygplats  eller El Nuzha Airport (IATA: ALY, ICAO: HEAX) var en internationell flygplats utanför Egyptens näst största stad Alexandria. 
Flygplatsen ligger cirka 7 kilometer sydost om Alexandria centrum och hade tidigare  reguljära inrikes samt direktflyg främst till Mellanöstern och närregionen. Den stängdes 2010 då all trafik flyttades till Borg al Arab, men det finns planer på att renovera den.